# Continuation (Album)
Continuation ist ein Jazzalbum von Sun Ra and His Astro Infinity Arkestra. Die entweder am 10. März 1963 im Choreographer's Workshop, New York City oder erst 1968/69 in New York entstandenen Aufnahmen erschienen 1969 oder 1970 als LP in Kleinstauflage auf Saturn Records, 2013 in einer erweiterten Fassung als 2-CD-Edition in limitierter Auflage auf dem Label Corbett vs Dempsey. 2015 wurden die gesamten Aufnahmen von Enterplanetary Koncepts in einer überarbeiteten Fassung auf den beiden Alben Continuation Vol. 1 und Continuation Vol. 2 wiederveröffentlicht.

## Diskussionen zur Entstehungszeit der Aufnahmen
Die Sessions zu Continuation fanden nach Ansicht zahlreicher Ra-Forscher und Diskographen ungefähr zeitgleich mit denen zu Secrets of the Sun, Art Forms of Dimensions Tomorrow und Cosmic Tones for Mental Therapy statt. Doch die Expertenmeinungen gehen in der Frage auseinander, wann und wo das Material zu Continuation aufgenommen wurde, schrieb Irwin Chusid in den Liner Notes der Neuausgabe von 2015. Der „diskografische Atlas“ von Robert Campbell-Christopher Trent, The Earthly Recordings of Sun Ra (2. Auflage, 2000), biete zwar einige Hinweise, aber die Zitate enthalten zahlreiche Fragezeichen. Personallisten auf Saturn-LP-Covern hätten sich notorisch (vielleicht absichtlich) als ungenau erwiesen. So sei demnach der auf dem Cover aufgedruckte Aufnahmeort „El Saturn Studios: Minneapolis, Minn.“, aber niemand hat solche Sessions jemals erwähnt, geschweige denn die Existenz eines Sun-Ra-Studios in Minnesota.
Nach Angaben des Diskografen Tom Lord ist das Material, das auf der El Saturn LP 1969/70 erschien, mit Ausnahme eines Stücks 1963 entstanden; demnach wurde der letzte Titel der LP, „Continuation to Jupiter festival“ 1969 im (möglichen Veranstaltungsort) The East in Brooklyn aufgenommen. Auch John Szwed führt in seinem Buch Space Is the Place: The Lives and Times of Sun Ra (2020) als Zeitpunkt dieses Mitschnitts dieses Datum an. Darauf entgegnet Irwin Chusid, dieses, eine LP-Seite lange „Continuation to Jupiter Festival“ sei zwar Berichten zufolge live in einem Club namens The East in Brooklyn aufgenommen, doch es gebe beim Hören keinerlei Hinweise auf ein Publikum, auch nicht in ruhigen Passagen und nach aufregenden Soli; die diesbezüglich eingeschränkte Atmosphäre des Tracks weise eher auf eine Studioumgebung hin. Danny Ray Thompson habe, wie Campbell und Trent berichten, „eine Erinnerung (‚nicht zu 100 Prozent‘) daran, dieses Stück im The East aufgeführt zu haben.“ Tatsächlich hätte es dort aufgeführt – aber vielleicht nicht aufgenommen – werden können, so Chusid. Des Weiteren werde Robert Barry als Drummer aufgeführt, aber das aggressive Spiel mit den Stöcken (wie Campbell und Trent anmerken) klinge mehr wie das Spiel von Clifford Jarvis.
Im Jahr 2014 boten Campbell und Trent eine erneute Überlegung zur Entstehungszeit der Aufnahmen an:
„Normalerweise datiert 1968-69, aber aus stilistischen Gründen ist für diese Tracks ein früheres Datum wahrscheinlich.“
Das aufgeführte Personal der Sessions enthalte „eine Menge Vielleichts“, meint Irwin Chusid. Basierend auf dem Bekannten und Wahrscheinlichen sowie den Klängen und der Instrumentierung spiegele Continuation Sun Ras Album Atlantis wider, das im September 1968 aufgenommen wurde. Tatsächlich seien die von Sun Ra gespielten Instrumente, die Gibson Kalamazoo („Space“) Orgel und das Hohner Clavinet auf „Intergalactic Research“ auch auf Atlantis zu hören, und Sun Ra hat in den frühen 1960er-Jahren keines von beiden Instrumenten verwendet (das Clavinet von Hohner wurde erst 1964 auf dem US-Markt eingeführt).

## Editorische Hinweise
Die CD-Neuauflage bei Corbett vs Dempsey von 2003 enthält eine zweite CD mit bisher unveröffentlichtem Material. Die digitale Edition von Enterplanetary Koncepts von 2015, die von Irwin Chusid und Michael D. Anderson restauriert und klanglich aufbereitet wurde, gliedert die Aufnahmen in einen „Teil Eins“ (die ursprüngliche Saturn-LP) und einen „Teil Zwei“ (die zuvor unveröffentlichte Bonus-CD zwei der Corbett/Dempsey-CD-Edition) als eigenständiges Album Continuation Vol. 2.
Die Version von „New Planet“ auf der remasterten Ausgabe von 2015 enthält anderthalb Minuten zusätzliche Musik, die auf dem Masterband entdeckt wurde (eine 14-Sekunden-Lücke wurde gelöscht). Das monumentale „Continuation to Jupiter Festival“ ist 15 Sekunden kürzer als die LP-Version, möglicherweise aufgrund einer etwas langsameren Bandgeschwindigkeit während des Masterings der Saturn-LP. Schließlich gibt es unveröffentlichtes Material aus diesen Sessions im Umfang eines Albums, das von Chusid und Anderson zusammengestellt und als Continuation Vol. 2 veröffentlicht wurde.

## Titelliste

### Continuation (El Saturn)
- Sun Ra: Continuation (Saturn ESR520)

1. Biosphere Blues 5:06
2. Intergalactic Research 8:13
3. Earth Primitive Earth 3:11
4. New Planet 3:22
5. Continuation to Jupiter Festival 20:16

### Continuation (Corbett vs. Dempsey)
- Sun Ra: Continuation (Corbett vs. Dempsey CVSDCD009)[3]

CD 1
1. Biosphere Blues 5:06
2. Intergalactic Research 8:13
3. Earth Primitive Earth 3:11
4. New Planet 3:22
5. Continuation to Jupiter Festival 20:16

CD 2
1. Blue York 2:49
2. Meteor Shower 3:30
3. The Myth 4:05
4. Ihnfinity 2:49
5. Conversation of the Universe 3:56
6. The Beginning Of 3:43
7. Endlessness 4:37
8. Red Planet Mars 4:54
9. Cosmic Rays / The Next Stop Mars 9:45

Die Kompositionen stammen von Sun Ra.

## Rezeption
Nach Ansicht von Sean Westergaard, der dem Album in Allmusic dreieinhalb Sterne verlieh, ist Continuation eine interessante Session mit einem netten Stilmix. „Biosphere Blues“ sei ein großartiger langsamer Blues mit Raum für eine Reihe von Soli, aber verankert durch das phänomenale Spiel von Ronnie Boykins. In „Intergalaxtic Research“ erscheine eine gruselige „Weltraumstimme“ über einem schleppenden Beat, der von Ras Orgel begleitet wird, und „New Primitive Earth“ sei ein seltsam experimentelles Stück mit Flöte, Glocken und Koto. „New Planet“ habe eine sehr coole Weltraum-Exotik, bei der Bugs Hunter (vermutlich) an verschiedenen Stellen der Melodie enorme Hall- und Echo-Effekte hinzufüge. „Jupiter Festival“ sei ein kakophonisches Toben mit dem herabstürzenden Kreischen der Saxophone, das von Boykins' kreischendem Coll’arco begleitet werde. Continuation enthalte eine Reihe interessanter Instrumentierungen, wie die „Jupiterian Flute“ und „Neptunian Libflecto“ sowie die „Weltraumstimme“ von Art Jenkins, und sei eines von mehreren Alben, das zeigen würde, was für ein großartiger Spieler Ronnie Boykins war.